# Stora Rotholmen

Stora Rotholmen är en ö i Ornö socken, Haninge kommun mellan Gålö och Ornö.
1565 anlades här ett skeppsvarv för svenska flottan. 1568 fanns 52 personer förlagda på ön, främst sysselsatta med skeppsbyggeri. Varvet avvecklades efter krigsslutet 1570. Ön tillhör numera skärgårdsstiftelsen.